# 1984年夏季残疾人奥林匹克运动会挪威代表团
1984年夏季残疾人奥林匹克运动会挪威代表团是挪威派出的1984年夏季残疾人奥林匹克运动会代表团。获得30枚金牌、30枚银牌和30枚铜牌。